# مارتن إي. تراب
مارتن إي. تراب (بالإنجليزية: Martin E. Trapp)‏ هو سياسي أمريكي، ولد في 18 أبريل 1877 في روبنسون في الولايات المتحدة، وتوفي في 26 يوليو 1951 في أوكلاهوما سيتي في الولايات المتحدة. حزبياً، نشط في الحزب الديمقراطي. وقد انتخب نائب حاكم أوكلاهوما ‏ وانتخب حاكم أوكلاهوما ‏ (19 نوفمبر 1923 – 10 يناير 1927).